# Marcellino Roda
Marcellino Roda (Torino, 26 maggio 1814 – Torino, 21 gennaio 1892) è stato un architetto del paesaggio italiano.
Giardiniere, direttore di giardini, architetto di giardini nonché insegnante di arboricoltura e giardinaggio ed autore di pubblicazioni, assieme al fratellastro minore Pietro Giuseppe è considerato un significativo esponente della tradizione piemontese ottocentesca dell'arte dei giardini.

## Biografia

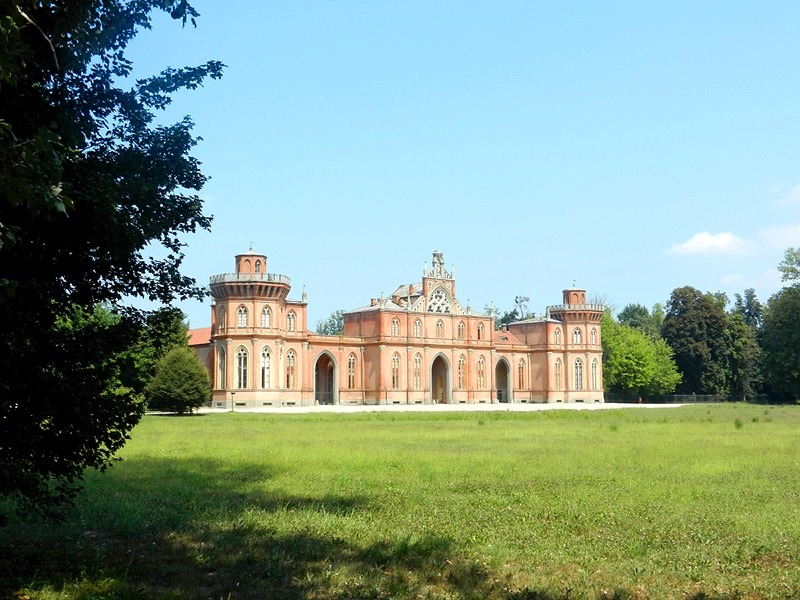
Parco del Castello di Racconigi, cascina della Margaria, campo lungo dell'esterno

Nacque da Stefano Giuseppe, un giardiniere al servizio di Casa Savoia-Carignano presso i giardini del parco del Castello di Racconigi, e da Maria Giuseppina Derossi prima moglie di quello.
All'epoca il castello viveva un periodo di fioritura perché dimora prediletta di Carlo Alberto di Savoia che, asceso al trono, la designò "Villa Reale" nell'agosto del 1832, volle un programma di ampliamenti e trasformazioni radicali dell'intero complesso e vi mantenne la corte per lungo tempo.
Il parco ed i giardini erano diretti da Xavier Kurten, che li andava rinnovando in "stile romantico inglese".
La formazione di Marcellino fu sempre sostenuta dalla casa reale, la quale investi su di lui sia per la considerazione verso il padre che in riconoscimento dell'impegno e dell'abilità suoi propri e in accordo con l'intento del sovrano di circondarsi di dirigenti e tecnici di alta professionalità e di formazione internazionale. Marcellino iniziò studiando botanica per tre anni a Torino. Nel 1831 cominciò a lavorare a Racconigi come "garzone di giardino". 
Nel giugno del 1836 fu nominato "giardiniere del Reale Giardino a fiori nella città di Racconigi", in sostituzione del padre da poco scomparso e sempre sotto la direzione del Kurten. Dalla primavera del 1840 all'estate del 1841, insieme al fratello minore Giuseppe, frequentò l'Accademia di Brera per formarsi nel disegno e nell'arte del paesaggio. Dall'autunno del 1841 all'estate del 1843 i due fratelli poterono compiere un grand tour d'istruzione teorico-pratica in vari paesi d'Europa per studiare sul campo le forme, le tecniche e le tecnologie utilizzate all'estero nell'arte dei giardini. In quel viaggio essi soggiornarono in Veneto, in Austria, in Germania, nei Paesi Bassi, in Inghilterra ed in Francia.

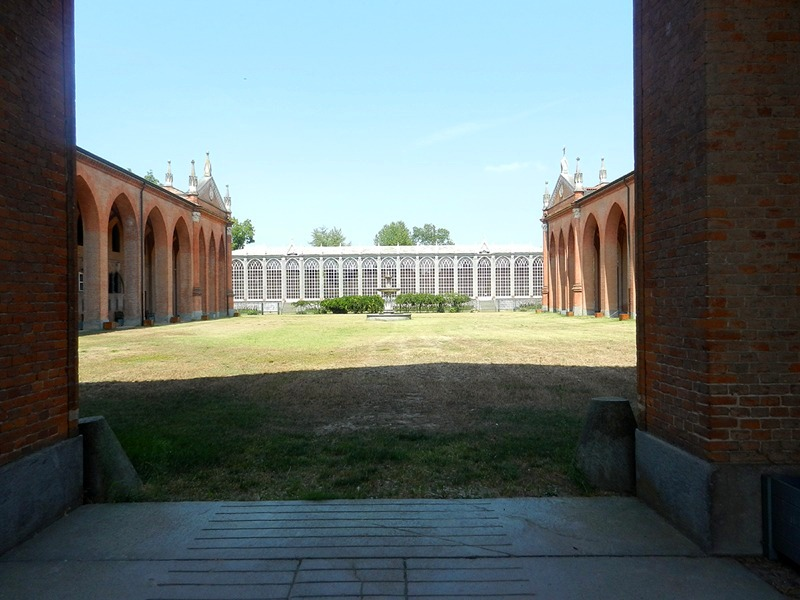
Parco del Castello di Racconigi, cascina della Margaria, prospettiva della corte

Nel gennaio del 1843, mentre i due si trovavano ancora in Inghilterra, Marcellino fu nominato "capo dei Giardini Reali di Racconigi" in sostituzione del Kurten ormai scomparso, ed il più giovane Giuseppe divenne "aiuto giardiniere".
Dopo il rientro a Racconigi essi si trasferirono dalla città al castello, dove presero dimora nel grande complesso agricolo della Margaria. 
Qui i fratelli Roda vissero e svolsero la loro attività principale fino a tutti gli anni Cinquanta.
Proprio da quel decennio iniziarono a realizzare anche giardini di residenze private in varie regioni del Settentrione e si cimentarono nella scrittura di pubblicazioni.

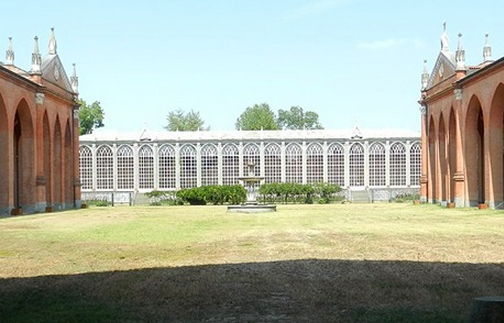
Parco del Castello di Racconigi, corte della cascina della Margaria, si notano: la fontana monumentale e sullo sfondo la serra

Nel 1859 Marcellino passò alla "Direzione della Regia Amministrazione dei Beni della Corona" di Monza con il ruolo di "direttore del Regio Parco e dei giardini di Sua Maestà", lasciando la guida dei giardini di Racconigi al fratello. Nel 1869, ormai cinquantacinquenne, chiese le dimissioni dall'incarico ed iniziò il pensionamento. 
Si trasferì a Torino e qui iniziò l'insegnamento dell'arboricoltura e del giardinaggio presso la Reale Accademia di Agricoltura, della quale divenne anche membro del Consiglio di Amministrazione. Fu poi assunto come "direttore dei Giardini municipali" della città ed esercitò l'incarico continuando contemporaneamente l'insegnamento. Aiuto' il fratello ad avviare uno stabilimento orticolo: la "ditta Fratelli Roda". Infine fu membro del "Comitato generale" dell'Esposizione Nazionale di Torino del 1884.
Si spense all'età di settantasette anni a Torino nella residenza di via Thesauro 2 che condivideva con Giuseppe.

## Opere
L'attività professionale di Marcellino si mescola in buona parte con quella di Giuseppe, con il quale condivise per l'intera vita passioni e talenti. I fratelli Roda sono considerati, nella tradizione piemontese, significativi esponenti di quelle generazioni di tecnici che nell'Ottocento, secolo di decadenza dell'arte del giardino, raccolsero le competenze estetiche e di progettazione che erano state proprie degli artisti nei secoli precedenti.

### Il parco reale di Racconigi

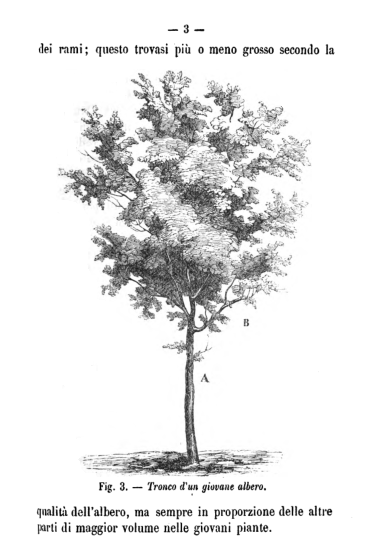
Disegno e testo dei fratelli Roda

Qui dal 1843, dopo la scomparsa del Kurten, Marcellino e Giuseppe si trovarono immersi nel programma generale di ampliamenti e innovazioni del complesso del castello voluto dal sovrano.
Le attività principali dei due fratelli venivano svolte nell'area della Margaria, situata nell'angolo nord occidentale del parco, dove i lavori di rinnovamento procedevano già dal 1835. Il complesso agricolo era composto, oltre che dai terreni, da una grande cascina rinnovata in "stile gotico-romantico" e dotata di abitazioni per le maestranze, una cappella, locali per il riposo della regina (reposoir), i magazzini, le stalle, un grande fienile. Interna alla corte, sul limite del lato nord in asse all'ingresso principale, vi era dal 1839 una fontana monumentale usata anche come abbeveratoio per il bestiame.  Adiacenti alla cascina gotica vi erano edifici minori, come il "casino del cacio" destinato alla produzione dei latticini e terminato nel 1849, e sul lato est i giardini. Fra il 1843 ed il 1848 vi venne realizzata la "serra gotica per ananas e fiori" che creava un effetto scenografico di sfondo alla cascina ed alla fontana. Era dotata di un sistema di riscaldamento "Perkins", recente brevetto statunitense.
In qualità di capo giardiniere Marcellino, assistito dal fratello, continuò l'ampliamento del parco secondo i progetti del Kurten. Dapprima fu completata la rete di canali che si diramava dal lago centrale. Tra il 1846 ed il 1847 il parco fu ripopolato e furono creati nuovi boschetti. Marcellino ideò i nuovi "giardini a fiori e a frutta" che vennero realizzati fra il 1843 ed il 1846. Quello a fiori era composto da insiemi di aiuole ornamentali disposte artisticamente (parterres) alla francese e vialetti di ghiaia. Quello a frutta, ricco di tante varietà di piante, era dotato di strutture in tela (baches) per la coltivazione delle primizie e di un pergolato a struttura in legno e vetro collocato sul margine nord del giardino. Tra i parterres dei nuovi giardini fu aggiunto nel 1846 un ninfeo circolare circondato da una ringhiera in metallo che veniva usato anche come riserva d'acqua per l'irrigazione dei giardini stessi.
Marcellino e Giuseppe collaboravano con gli architetti e gli artisti incaricati delle nuove opere del complesso del castello in modo propositivo, valutando e proponendo affinché le costruzioni relative al parco risultassero efficienti per gli scopi botanici ai quali erano destinate. Fin dall'inizio applicarono le conoscenze teoriche e pratiche acquisite nei soggiorni all'estero, mostrando la loro predisposizione alla sperimentazione ed alla decorazione. Sperimentavano nuove soluzioni tecnologiche. Come proprio nella "serra gotica", che fu il risultato di studi sulle serre e sui loro sistemi di riscaldamento avviati già prima del grand tour in Europa. Essa apriva al parco reale la possibilità di coltivare adeguatamente nuove specie alloctone. Sperimentavano un gran numero di nuove coltivazioni e forme decorative. La serra ed i "giardini a fiori e a frutta" videro sbocciare tante nuove specie di fiori rari e frutti esotici, divenendo il vanto del parco e acquistando fama a livello europeo.

### Altri giardini
Durante la residenza a la Margaria Marcellino, e talvolta anche Giuseppe, compì lavori presso altri parchi reali o committenze private.
Dagli anni Cinquanta i due fratelli realizzarono diversi giardini in residenze private piemontesi, liguri e lombarde.
Dal 1870 Marcellino aiutò il fratello nell'avviamento di uno stabilimento orticolo: la "ditta Fratelli Roda", che costitui l'inizio di un'intensa attività privata per Giuseppe ed i suoi figli. Marcellino non vi partecipò a lungo, ma continuò a collaborare con il fratello.

## Pubblicazioni

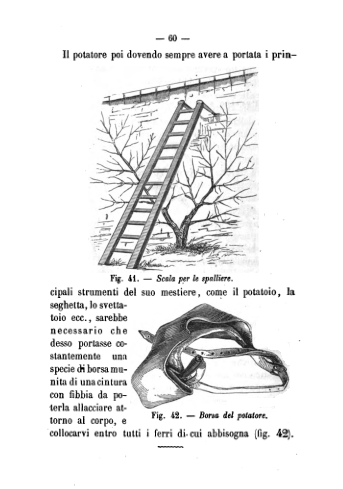
Attrezzi da potatore, disegni e testo dei fratelli Roda

Dagli anni Cinquanta i due fratelli si dedicarono alla scrittura di pubblicazioni di vario genere: dai trattati agli opuscoli agli articoli. Per un elenco delle opere pubblicate come coautori si rimanda all'apposita sezione.

Negli ultimi anni della sua attività Marcellino contribuì alla redazione degli Annali della Reale Accademia di Agricoltura, in particolare dopo aver collaborato alla Esposizione Nazionale di Torino del 1884, pubblicando i seguenti titoli:
- Marcellino Roda, La prima esposizione temporanea di frutta, ortaggi e fiori alla Esposizione generale italiana di Torino dalli 18 alli 25 maggio 1884, in Annali della Reale Accademia d'Agricoltura di Torino, Vol. XXVII, 1885,  pp. 285-295.
- Marcellino Roda, La seconda esposizione temporanea di frutta, ortaggi e fiori alla Esposizione generale italiana di Torino dalli 7 alli 14 settembre 1884, in Annali della Reale Accademia d'Agricoltura di Torino, Vol. XXVIII, 1886,  pp. 12-27.
- Marcellino Roda, Le esposizioni permanenti di piante per imboschimento, di alberi ed arbusti ornamentali, di aiuole decorative e disegni planimetrici di frutteti, parchi e giardini alla Esposizione generale italiana di Torino 1884, in Annali della Reale Accademia d'Agricoltura di Torino, Vol. XXVIII, 1886,  pp. 73-81.

Altre pubblicazioni di Marcellino Roda:
- Marcellino Roda, Relazione descrittiva del nuovo orto sperimentale e scuola pratica di frutticoltura ed orticoltura della r. Accademia d'agricoltura di Torino al Valentino, Torino, Tip. E Lit. Camilla e Bertolero, 1886,  pp. 7 con Tavola.[16]

## Onorificenze
Negli anni Marcellino Roda ricevette diverse onorificenze. Fu nominato Cavaliere, Commendatore, Presidente effettivo a vita della Società Orto-Agricola e direttore di diversi giardini.
Insieme al fratello fu socio corrispondente di diverse accademie e società europee: la Reale Accademia di Agricoltura di Torino, l'Accademia Economica Agraria dei Georgofili di Firenze, l'Accademia di Orticoltura di Gand, la Società di Orticoltura della Gironda, l'Accademia Nazionale di Rouen.